# Франшвіль (Ер)
Франшві́ль (фр. Francheville) — колишній муніципалітет у Франції, у регіоні Нормандія, департамент Ер. Населення — 1249 осіб (2011).
Муніципалітет був розташований на відстані близько 110 км на захід від Парижа, 80 км на південь від Руана, 34 км на південний захід від Евре.

## Історія
До 2015 року муніципалітет перебував у складі регіону Верхня Нормандія. Від 1 січня 2016 року належав до нового об'єднаного регіону Нормандія.
1 січня 2017 року Франшвіль і Верней-сюр-Авр було об'єднано в новий муніципалітет Верней-д'Авр-е-д'Ітон.

## Демографія
Динаміка населення (INSEE ):
Розподіл населення за віком та статтю (2006):
| Стать | Всього | До 15 років | 15-24 | 25-44 | 45-64 | 65-85 | Понад 85 |
| --- | ------ | ----------- | ----- | ----- | ----- | ----- | -------- |
| Чоловіки | 612    | 132         | 64    | 176   | 156   | 76    | 8        |
| Жінки | 624    | 156         | 52    | 192   | 132   | 84    | 8        |
| \| Статево-вікова піраміда \| Статево-вікова піраміда \| Статево-вікова піраміда \| \| ----------------------- \| ----------------------- \| ----------------------- \| \| Чоловіки \| Вік \| Жінки \| \| 8 \| 85 + \| 8 \| \| 4 \| 80-84 \| 16 \| \| 16 \| 75-79 \| 8 \| \| 28 \| 70-74 \| 16 \| \| 28 \| 65-69 \| 44 \| \| 28 \| 60-64 \| 24 \| \| 40 \| 55-59 \| 40 \| \| 44 \| 50-54 \| 36 \| \| 44 \| 45-49 \| 32 \| \| 40 \| 40-44 \| 44 \| \| 40 \| 35-39 \| 52 \| \| 64 \| 30-34 \| 60 \| \| 32 \| 25-29 \| 36 \| \| 20 \| 20-24 \| 20 \| \| 44 \| 15-20 \| 32 \| \| 52 \| 10-14 \| 40 \| \| 44 \| 5-9 \| 68 \| \| 36 \| 0-4 \| 48 \| |        |             |       |       |       |       |          |
| Статево-вікова піраміда |        |             |       |       |       |       |          |
| Чоловіки | Вік    | Жінки       |       |       |       |       |          |
| 8 | 85 +   | 8           |       |       |       |       |          |
| 4 | 80-84  | 16          |       |       |       |       |          |
| 16 | 75-79  | 8           |       |       |       |       |          |
| 28 | 70-74  | 16          |       |       |       |       |          |
| 28 | 65-69  | 44          |       |       |       |       |          |
| 28 | 60-64  | 24          |       |       |       |       |          |
| 40 | 55-59  | 40          |       |       |       |       |          |
| 44 | 50-54  | 36          |       |       |       |       |          |
| 44 | 45-49  | 32          |       |       |       |       |          |
| 40 | 40-44  | 44          |       |       |       |       |          |
| 40 | 35-39  | 52          |       |       |       |       |          |
| 64 | 30-34  | 60          |       |       |       |       |          |
| 32 | 25-29  | 36          |       |       |       |       |          |
| 20 | 20-24  | 20          |       |       |       |       |          |
| 44 | 15-20  | 32          |       |       |       |       |          |
| 52 | 10-14  | 40          |       |       |       |       |          |
| 44 | 5-9    | 68          |       |       |       |       |          |
| 36 | 0-4    | 48          |       |       |       |       |          |

## Економіка
2010 року серед 800 осіб працездатного віку (15—64 років) 598 були активними, 202 — неактивними (показник активності 74,8%, у 1999 році було 71,6%). З 598 активних мешканців працювало 536 осіб (275 чоловіків та 261 жінка), безробітними було 62 (30 чоловіків та 32 жінки). Серед 202 неактивних 43 особи були учнями чи студентами, 88 — пенсіонерами, 71 була неактивною з інших причин.

У 2010 році в муніципалітеті числилось 521 оподатковане домогосподарство, у яких проживали 1280,5 особи, медіана доходів виносила 16 536 євро на одного особоспоживача